# 赤城駅
赤城駅（あかぎえき）は、群馬県みどり市大間々町大間々にある、上毛電気鉄道と東武鉄道の駅。
上毛電気鉄道の上毛線と、東武鉄道の桐生線が乗り入れ、接続駅となっている。東武桐生線の駅番号はTI 57であり、同線の終点でもある。

## 歴史
- 1928年（昭和3年）11月10日 - 上毛電気鉄道の駅として山田郡大間々町に開業。当時の駅名は新大間々駅（しんおおままえき）[1]。。
- 1932年（昭和7年）3月18日 - 東武桐生線が延伸、東武新大間々駅開業[2]。
- 1958年（昭和33年）11月1日 - 1957年（昭和32年）の赤城登山鉄道（1968年（昭和43年）6月1日に廃線）の開業に伴い赤城駅と改称[2]。
- 1996年（平成8年）10月1日 - 貨物取扱廃止（実際の運転終了は9月25日）。
- 2002年（平成14年）7月24日 - 旧駅舎での営業を終了。
- 2003年（平成15年）1月16日 - 新駅舎による営業開始[3]。

## 駅構造
上電は島式ホーム1面2線、東武は頭端式ホーム1面2線を有する地上駅で、上電が駅業務を行う有人駅である。駅事務所や改札口、コンコースは両社同一であるが、利用形態の違いから、両社線それぞれ出札口がある。駅舎内には待合室や売店が設置されている。
旧大間々町の中心駅であることから、駅舎には『おおまま』と書かれている。
改札内は両社共通で、駅舎と各ホーム間は構内踏切により連絡している。東武桐生線と上電上毛線は構内で線路が接続されており、かつては貨車の授受のほか、旅客列車の直通も行われた時期もある。PASMO、SuicaなどのICカードは簡易改札機による対応であるが、東武のみ利用可能であり上電では利用出来ない。東武をICで利用してそのまま上電に乗換える場合（その逆も）は上電ホーム上の乗換用簡易改札機にタッチする必要がある。
特急「りょうもう」の大半の列車は当駅を発着している。夜間は東武線ホームに普通列車用車両2本、かつての貨物列車用設備を転用した留置線と引き上げ線に「りょうもう」用200系および「リバティりょうもう」用500系が合わせて3本夜間滞泊する。
駅前にはバス・タクシー乗り場がある。

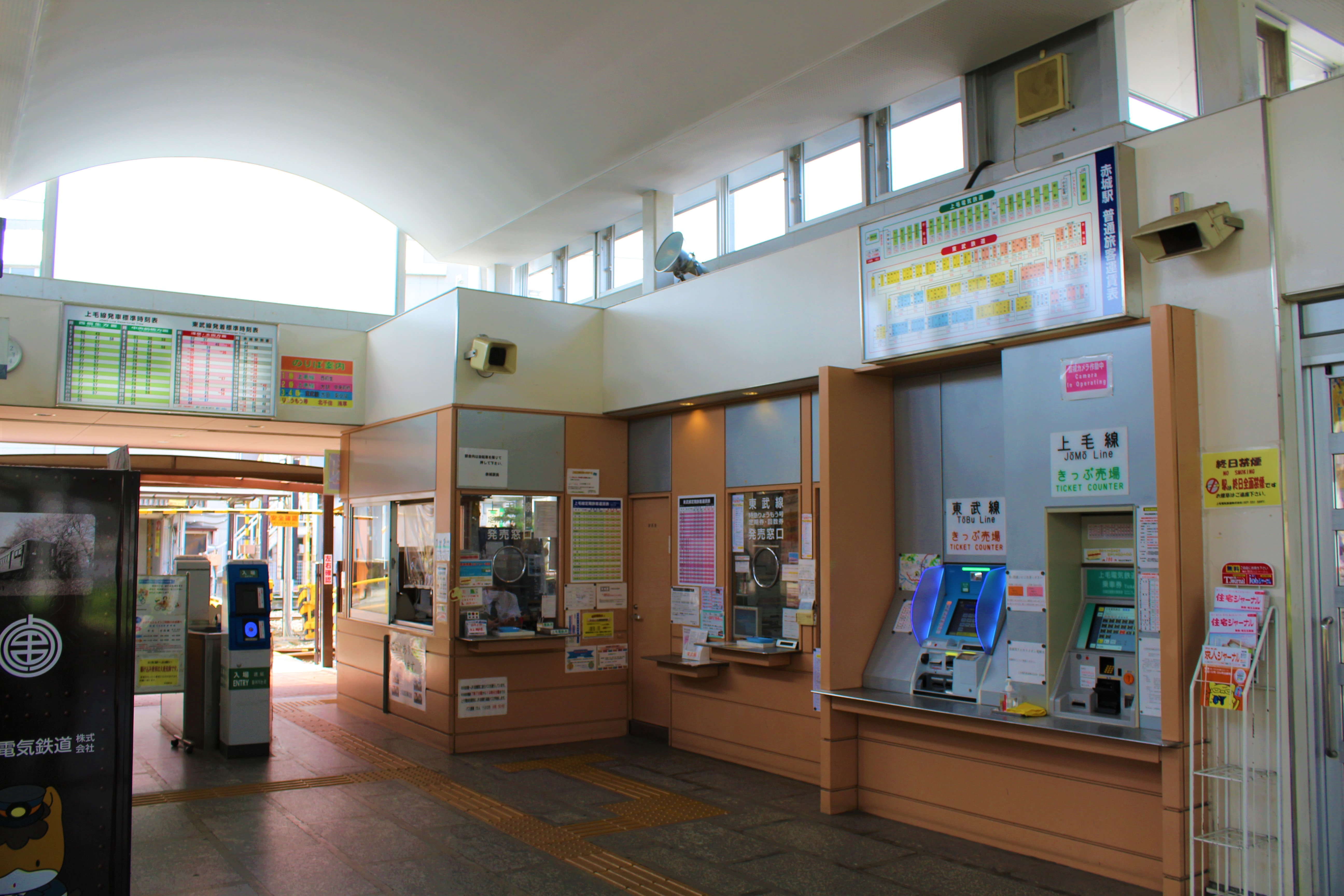
改札
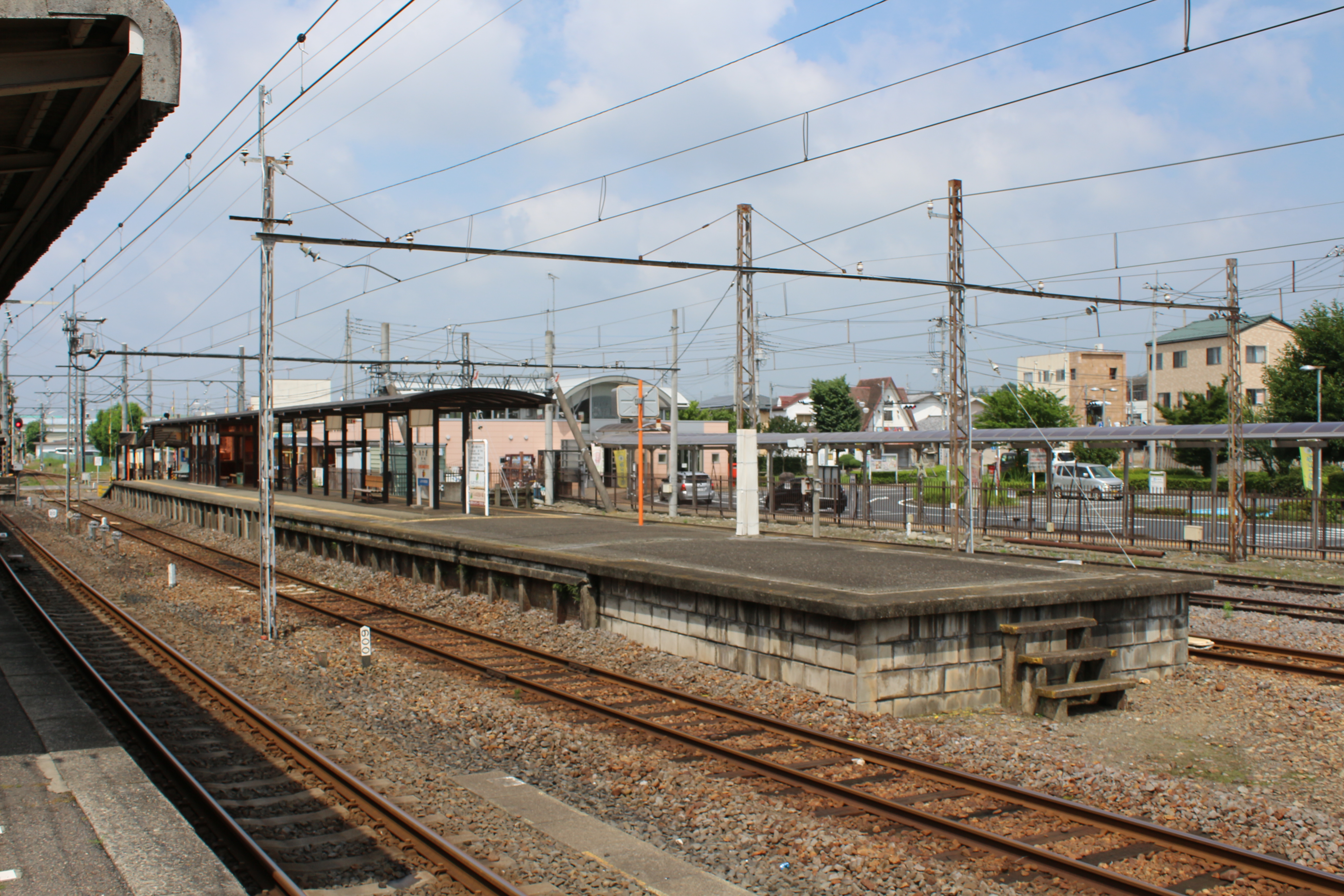
上毛電鉄ホーム
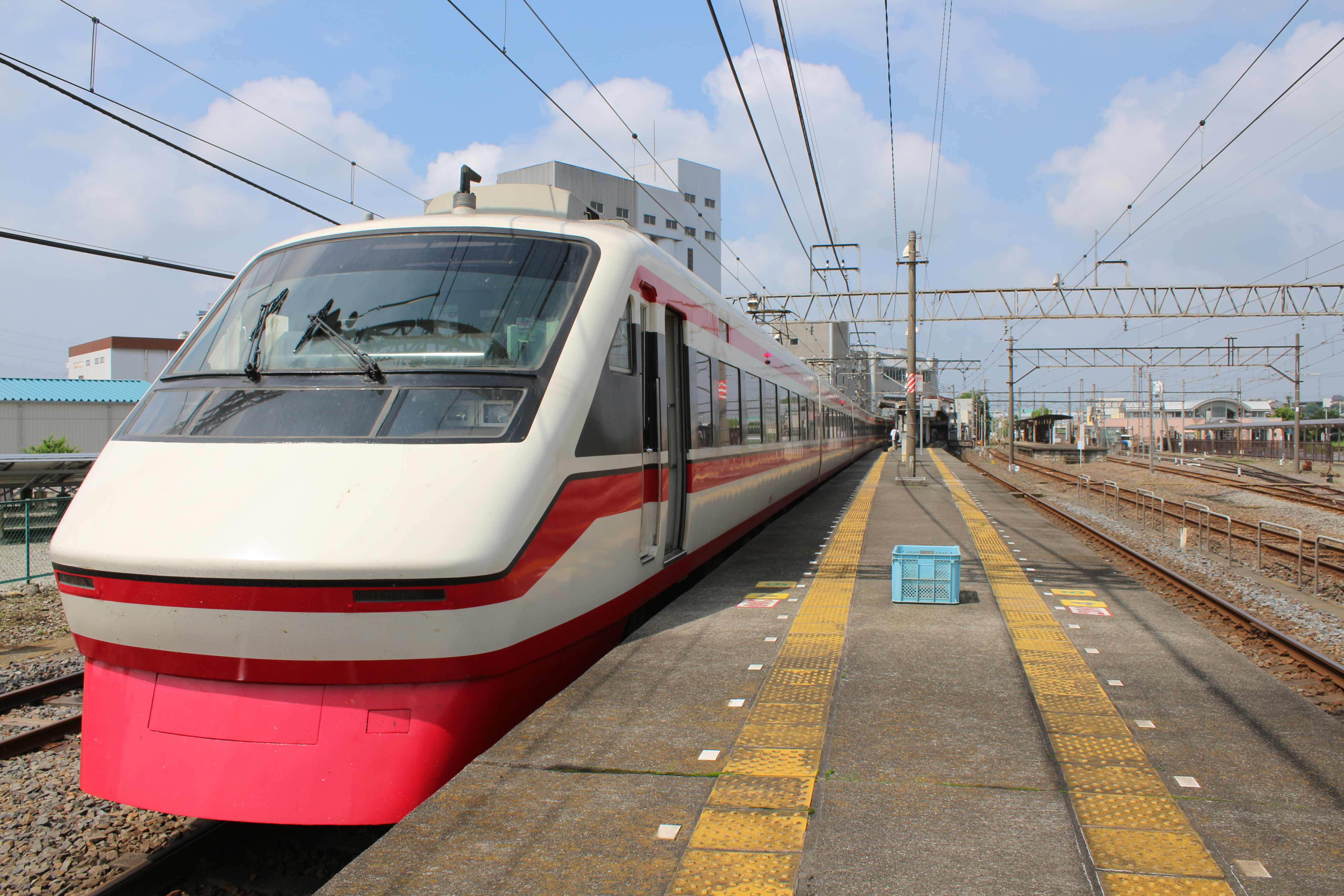
東武線ホーム

### のりば
| 番線 | 会社 | 路線    | 方向 | 行先                                                                                    |
| ---- | ---- | ------- | ---- | --------------------------------------------------------------------------------------- |
| 1    | 上電 | ■上毛線 | 下り | 西桐生方面                                                                              |
| 2    | 上電 | ■上毛線 | 上り | 大胡・中央前橋方面                                                                      |
| 3    | 東武 | 桐生線  | -    | 太田・ 伊勢崎線 館林・ 東武スカイツリーライン 北千住・ とうきょうスカイツリー・浅草方面 |
| 4    | 東武 | 桐生線  | -    | 太田・ 伊勢崎線 館林・ 東武スカイツリーライン 北千住・ とうきょうスカイツリー・浅草方面 |

### 配線図
|            | 桐生・大間々地区における鉄道路線の位置関係と配線 |
| 凡例 出典: |                                                  |

#### 付記
- 上電は、一部時間帯を除いて前橋方面行きと桐生方面行きの列車が列車交換をする。これにより桐生方面行きは約4分ほどの停車時間調整がある。
- 東武ホームでは、運転士に出発信号機が開通したことを知らせるメロディが流れる。列車発車後も信号が赤に変わるまで流れる。現在の信号開通音は静かな湖畔が使用されている。以前は森のくまさんが使用されていた。

## 利用状況
- 東武鉄道 - 2023年度の1日平均乗降人員は951人[東武 1][5]である。

近年の推移は以下の通り。
| 年度               | 東武鉄道         | 上毛電鉄         |
| 年度               | 1日平均 乗降人員 | 1日平均 乗降人員 |
| ------------------ | ---------------- | ---------------- |
| 2001年（平成13年） | 1,055            |                  |
| 2002年（平成14年） | 1,068            |                  |
| 2003年（平成15年） | 1,066            |                  |
| 2004年（平成16年） | 1,121            |                  |
| 2005年（平成17年） | 1,112            |                  |
| 2006年（平成18年） | 1,175            |                  |
| 2007年（平成19年） | 1,138            |                  |
| 2008年（平成20年） | 1,092            |                  |
| 2009年（平成21年） | 1,030            |                  |
| 2010年（平成22年） | 1,112            |                  |
| 2011年（平成23年） | 1,180            |                  |
| 2012年（平成24年） | 1,266            | 677              |
| 2013年（平成25年） | 1,214            | 701              |
| 2014年（平成26年） | 1,245            | 676              |
| 2015年（平成27年） | 1,281            | 672              |
| 2016年（平成28年） | 1,193            | 653              |
| 2017年（平成29年） | 1,224            | 717              |
| 2018年（平成30年） | 1,245            | 751              |
| 2019年（令和元年） | 1,201            |                  |
| 2020年（令和02年） | 691              |                  |
| 2021年（令和03年） | 711              |                  |
| 2022年（令和04年） | 810              |                  |
| 2023年（令和05年） | 951              |                  |

## 駅周辺
当駅周辺はみどり市の大間々市街に程近く、わたらせ渓谷鐵道大間々駅と並んでみどり市の中心駅となっている。
駅名である「赤城」の名は、赤城山へのバスでの連絡口として付けられたものであるが、現在当駅から赤城山方面へ向かう路線バスは存在しない（前橋駅・中央前橋駅から発着）。また、地域としても赤城山から大きく離れているため、駅前以外で周辺に「赤城」の名が付く施設はあまり多くない。
駅近傍にはみどり市営赤城駅西口駐車場がある。
- わたらせ渓谷鐵道わたらせ渓谷線 大間々駅（北へ約1 km）
- みどり市役所大間々庁舎（旧・大間々町役場）
- みどり市立厚生会館
- みどり市立大間々南小学校
- みどり市立大間々東中学校
- 桐生警察署赤城駅前交番
- 桐生消防署大間々新里分署
- 大間々郵便局
- 大間々南郵便局
- 恵愛堂病院
- ベイシア 大間々店
- カスミ 大間々店
- 星野物産 本社・工場
- JA東日本くみあい飼料 赤城工場
- 高津戸峡（徒歩20分[9]）
  - はねたき橋
  - 高津戸城（徒歩20分[10]）
- 群馬県道69号大間々世良田線
- 群馬県道78号太田大間々線
- 群馬県道291号境木島大間々線

## 隣の駅
上毛電気鉄道
■上毛線
東新川駅 - 赤城駅 - 桐生球場前駅
2006年3月27日のみどり市の成立以来、両側の隣駅が桐生市になっている。みどり市域の通過は1 kmほどである。
東武鉄道
 桐生線
- ■特急「りょうもう」・■特急「リバティりょうもう」発着駅

■普通
相老駅 (TI 56) - 赤城駅 (TI 57)